# مقبس 5
مقبس 4 (بالإنجليزية: Socket 4) وهو مقبس بنظام شبكة إبر مصفوفة متداخلة يدعم الجيل الثاني من وحدات المعالجة المركزية بنتيوم البطيأة بسرعة 75 هرتز و 133 MHz وبنتيوم أوفر درايف وبنتيوم أم أم أكس. ولا تدعم معالجات بنتيوم الأجدد بسرعة 166 MHz و 200 MHz, فهي تستخدم مقبس 7.